# 대만 LGBT 프라이드

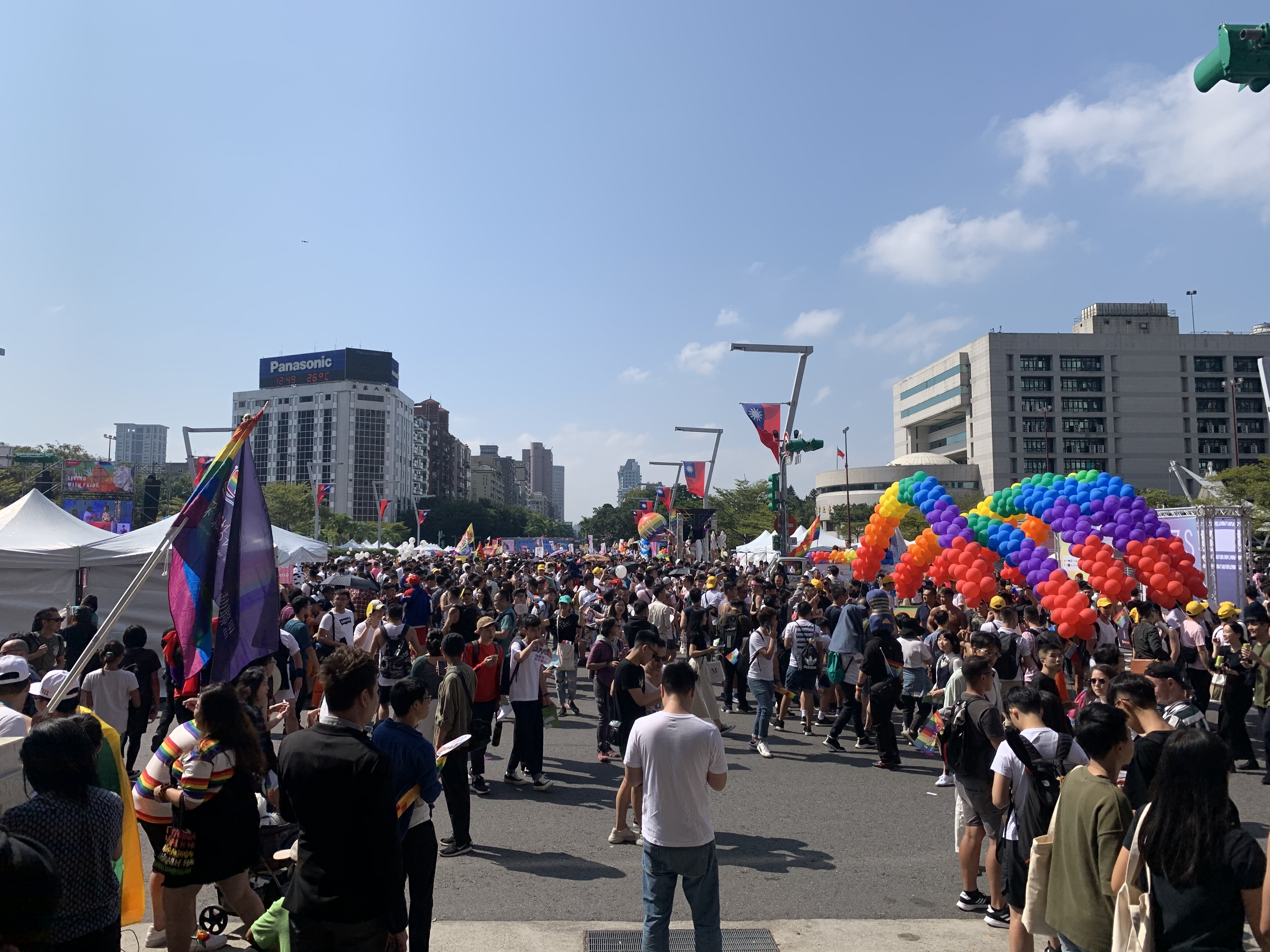
2019년 대만 LGBT 프라이드의 모습.

대만 LGBT 프라이드(중국어: 台灣同志遊行, Taiwan LGBT Pride)는 매년 10월 마지막 주 토요일에 대만 타이베이시에서 열리는 퀴어 퍼레이드 행사로 대만 전역과 세계 곳곳의 퀴어 단체와 여러 사회 운동가들이 참여한다. 프라이드 행사의 목적은 사람들이 공개적으로 커밍아웃 할 수 있는 장소를 마련하고 퀴어 문제에 같은 생각을 가진 사람들을 모아 공동체의 관심을 일으키며 숨겨진 문제와 보이지 않는 필요를 드러내어 보다 다원적이고 관용적인 사회를 구축한다고 표방하고 있다.
대만 LGBT 프라이드는 2003년 처음 조직되었으며 중국어권 공동체에서 주도한 최초의 퀴어 퍼레이드였다. 2015년에는 참가자수가 78,000명으로, 2019년에는 참가자수가 20만명을 돌파했다. 2019년 이후에는 대만 퀴어 핫라인 협회가 행사 전날부터 트랜스젠더 행진도 같이 조직하기 시작했으며 대만 퀴어 프라이드 집회는 동아시아에서 LGBTQI+의 권리행사를 위해 싸우는 가장 큰 집회가 되었으며 아시아에서는 이스라엘에서 열리는 텔아비브 프라이드에 이어 두 번째로 큰 퀴어 퍼레이드이다.

## 역사

### 첫 행사 이전
대만에서는 LGBT 프라이드 이전에도 퀴어를 위한 집회와 활동이 산발적으로 일어났다. 예를 들어 1996년에는 여권화조야로 대행진에서 약 300명의 퀴어가 "여성은 밤의 권리를, 퀴어는 낮의 권리를 원한다"라고 구호를 외치며 여권 야간 대행진에 같이 참여했다. 2002년에는 퀴어는 중화민국 헌병이 될 수 없는 젠더 불일치 장벽을 항의하기 위해 중화민국 국방부 앞에서 집회가 열렸다. 그 외에도 소규모 퀴어 프라이드 행진이 꾸준히 열렸다.

## 같이 보기
- 대만의 LGBT 권리
- 다원성가립법 초안
- 중화민국의 동성결혼